# Summa cum Laude (Cleemput)
Summa cum Laude is een compositie voor harmonie- en fanfareorkest van de Belgische componist Werner Van Cleemput. Het is een concertmars die is opgedragen aan Vondis Miller, dirigent van de Calgary University Symphonic Band te Calgary. Dit symfonisch blaasorkest verzorgde ook de première van het werk op 23 januari 1985.
Het werk is op cd opgenomen door het Harmonieorkest van het Lemmensinstituut uit Leuven.